# (3245) Jensch
(3245) Jensch ist ein Asteroid des Hauptgürtels, der am 27. Oktober 1973 vom deutschen Astronomen Freimut Börngen in Tautenburg entdeckt wurde.
Der Asteroid ist nach dem deutschen Konstrukteur und Astronomen Alfred Jensch (1912–2001) benannt. Alfred Jensch war bis 1977 Chefkonstrukteur in der Entwicklungsabteilung für astronomische Geräte und Planetarien bei Carl Zeiss in Jena und erfand unter anderem eine verbesserte Montierung für Riesenfernrohre.